# Västerlånggatan 31

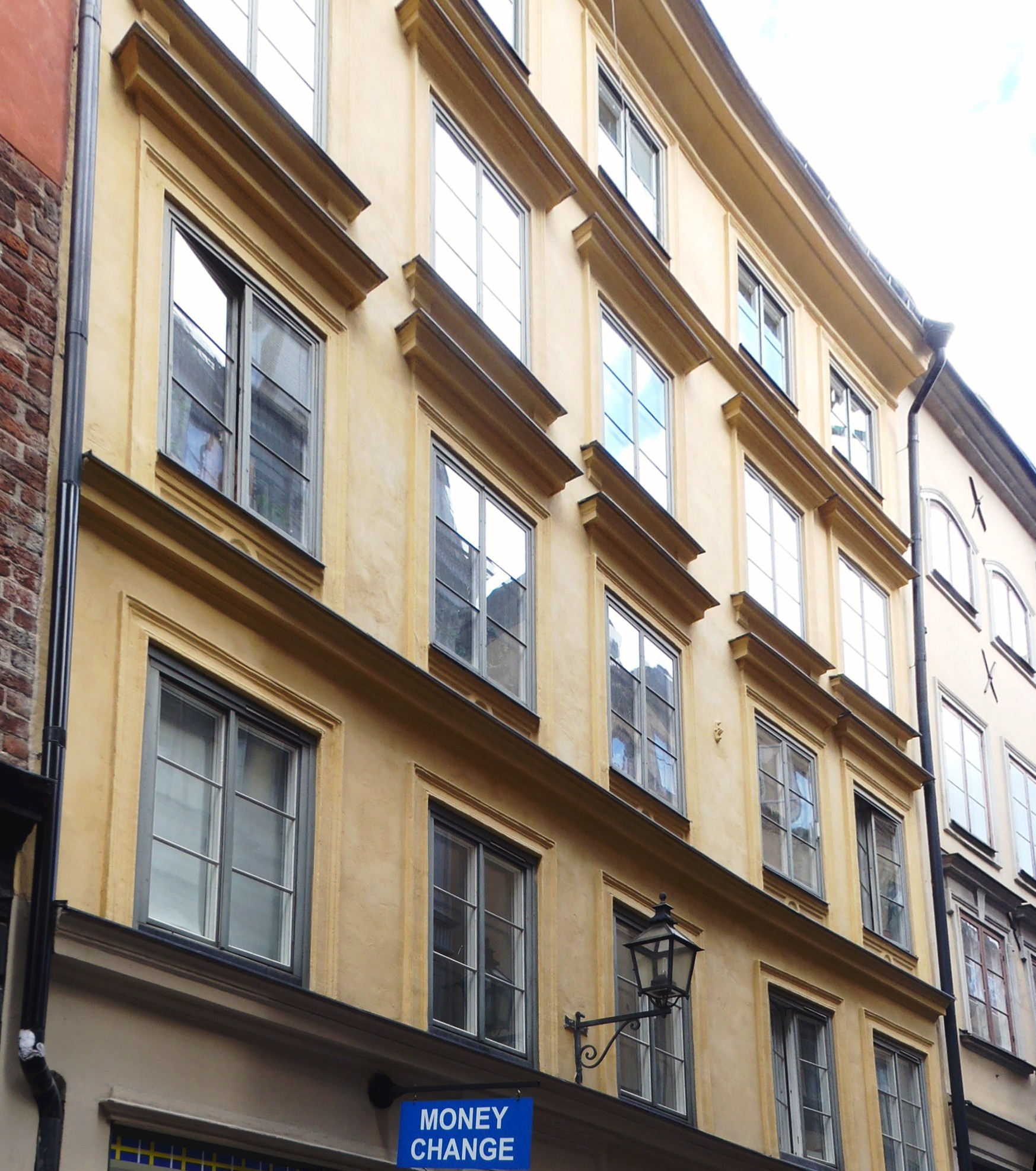
Västerlånggatan 31

Västerlånggatan 31 är en byggnad i Kvarteret Iris i Gamla stan i Stockholm, vilken har tjänstgjort som bostad för Nobelpristagarna Alva och Gunnar Myrdal samt för Sveriges statsminister Olof Palme och hans hustru Lisbeth Palme. Den har beskrivits som "en av arbetarrörelsens mest kända adresser".
Makarna Myrdal köpte fastigheten i slutet på 1950-talet. När de flyttade ut skänkte de fastigheten Iris 10 till det socialdemokratiska partiet med önskan att dess ordförande skulle ha sin bostad i etagevåningen högst upp. Den har tre plan på 227 kvadratmeter, egen hiss, utsikt över Riddarfjärden och flera fördelar som representationsvåning samt från säkerhetssynpunkt.
Första hyresgäst blev makarna Palme, som flyttade till Västerlånggatan år 1983 från sitt radhus på Vällingbyhöjden. Det var i denna lägenhet som paret bodde den natt då Olof Palme mördades 1986. Lisbeth Palme flyttade från våningen 1996. Ett år tidigare hade man bildat bostadsrättsföreningen Iris 10. Etagevåningen renoverades sedan, övergick till HSB och hyrdes ut till marknadspris till brittiska ambassaden. Detta möttes av kritik från bland annat makarna Myrdals son Jan Myrdal, som menade att agerandet var ett svek mot partiets överenskommelse med hans föräldrar. Representanter för Socialdemokraterna menade dock att det inte gått att finna en lämplig hyresgäst inom partiet och rörelsen.
I början av 2000-talet diskuterades möjligheten att statsminister Göran Persson skulle flytta in i etagevåningen, men så blev inte fallet.
Bland de andra hyresgästerna i fastigheten märks Janken Myrdal, som är sonson till Myrdal.